# Pedostrangalia revestita
Pedostrangalia revestita là một loài bọ cánh cứng trong họ Cerambycidae.

## Hình ảnh

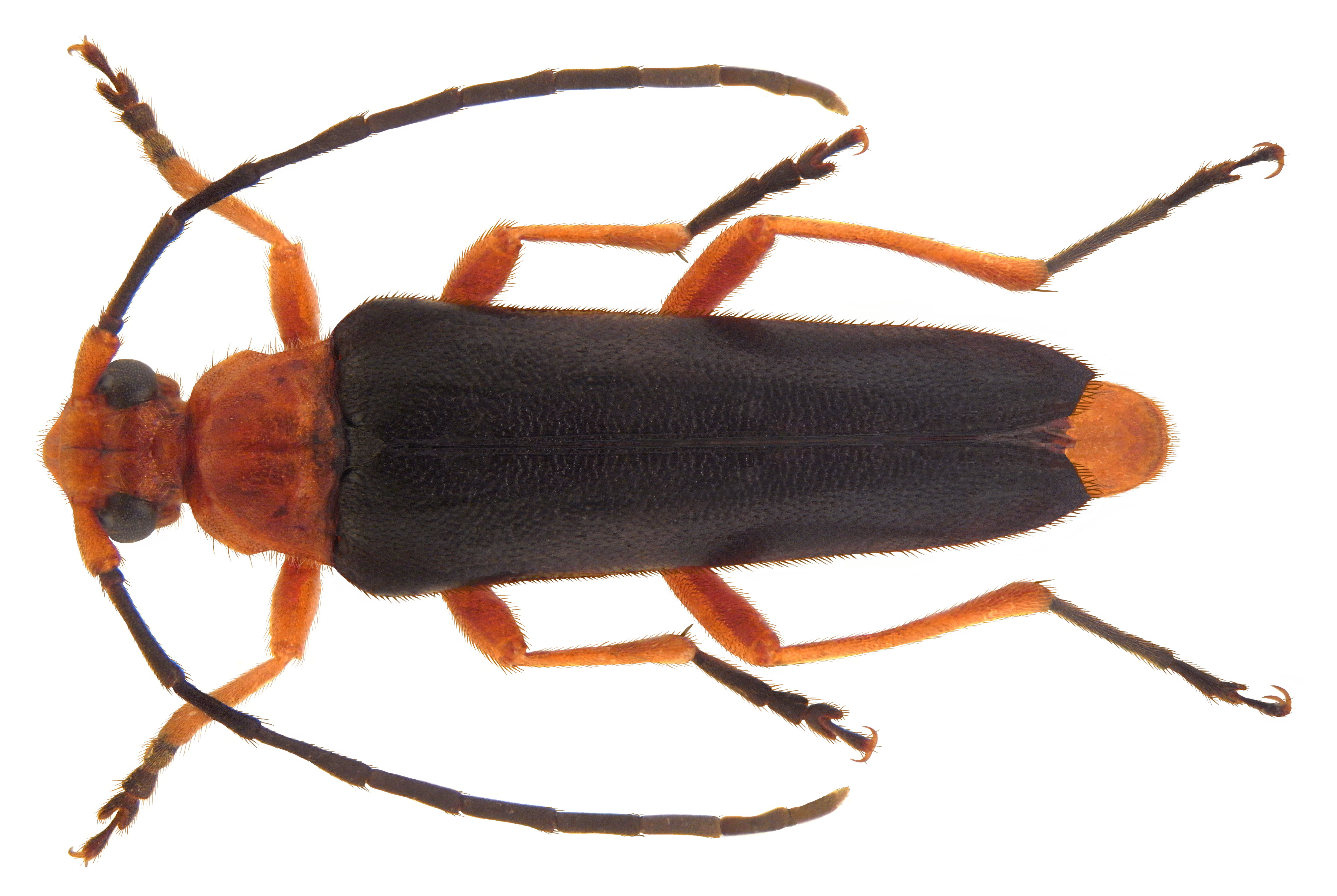
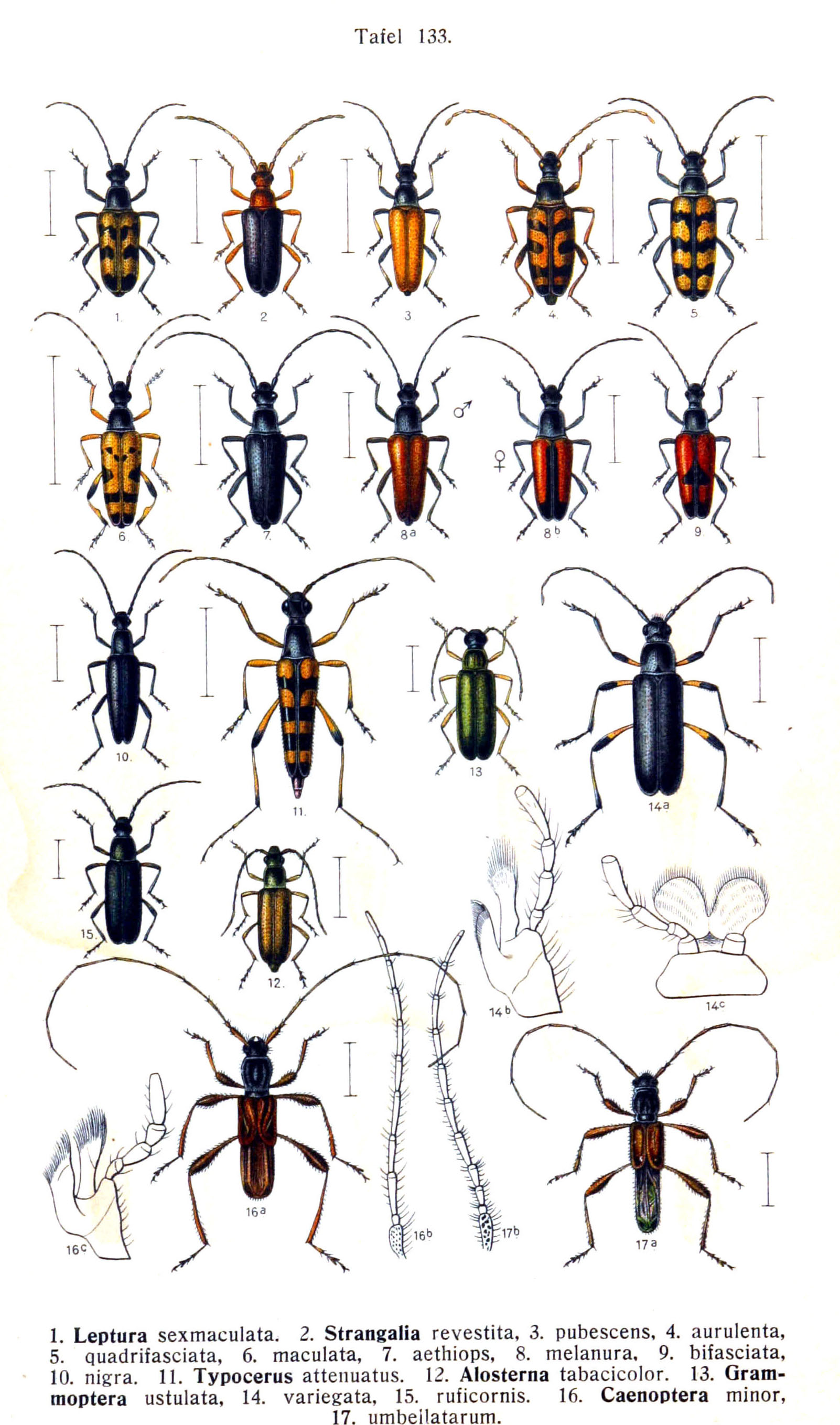